# Beachvolleybal op de Olympische Zomerspelen 2020 (vrouwen)
Het beachvolleybaltoernooi voor vrouwen tijdens de Olympische Zomerspelen 2020 in Tokio vond plaats van 24 juli tot en met 6 augustus 2021. De wedstrijden werden gespeeld in het Shiokazepark waar een tijdelijk stadion stond. De 24 deelnemende teams waren verdeeld over zes groepen van vier, waarin een halve competitie werd gespeeld. De nummers één en twee van elke groep evenals de twee beste nummers drie gingen door naar de achtste finales. De vier overige nummers drie speelden twee play-offs voor een plaats in de achtste finale. Vanaf de achtste finales werd er gespeeld via het knockoutsysteem.
De Amerikanen April Ross en Alix Klineman werden olympisch kampioen door het Australische tweetal Taliqua Clancy en Mariafe Artacho del Solar in de finale te verslaan. Het Zwitserse duo Anouk Vergé-Dépré en Joana Heidrich won de bronzen medaille ten koste van Tina Graudina en Anastasija Kravčenoka uit Letland.

## Groepsfase
|  | Direct naar de laatste zestien |
|  | Naar de play-offs              |

### Groep A
| # | NOC | Ploeg                  | Punten | Wedstrijden | Wedstrijden | Spelpunten | Spelpunten | Spelpunten | Sets | Sets | Sets  |
| # | NOC | Ploeg                  | Punten | W           | V           | W          | V          | Ratio      | W    | V    | Ratio |
| - | --- | ---------------------- | ------ | ----------- | ----------- | ---------- | ---------- | ---------- | ---- | ---- | ----- |
| 1 | CAN | Pavan / Humana-Paredes | 6      | 3           | 0           | 129        | 96         | 1,344      | 6    | 0    | MAX   |
| 2 | SUI | Vergé-Dépré / Heidrich | 5      | 2           | 1           | 135        | 120        | 1,125      | 4    | 3    | 1,333 |
| 3 | NED | Stam / Schoon          | 4      | 1           | 2           | 113        | 123        | 0,919      | 2    | 4    | 0,500 |
| 4 | GER | Sude / Borger          | 3      | 0           | 3           | 106        | 144        | 0,736      | 1    | 6    | 0,167 |

| Datum   |                        | Score |                        | Set 1   | Set 2   | Set 3  |
| ------- | ---------------------- | ----- | ---------------------- | ------- | ------- | ------ |
| 24 juli | Pavan / Humana-Paredes | 2 – 0 | Stam / Schoon          | 21 – 16 | 21 – 14 |        |
| 24 juli | Vergé-Dépré / Heidrich | 2 – 1 | Sude / Borger          | 21 – 8  | 21 – 23 | 15 – 6 |
| 26 juli | Sude / Borger          | 0 – 2 | Pavan / Humana-Paredes | 17 – 21 | 14 – 21 |        |
| 26 juli | Vergé-Dépré / Heidrich | 2 – 0 | Stam / Schoon          | 22 – 20 | 21 – 18 |        |
| 29 juli | Pavan / Humana-Paredes | 2 – 0 | Vergé-Dépré / Heidrich | 21 – 13 | 24 – 22 |        |
| 29 juli | Sude / Borger          | 0 – 2 | Stam / Schoon          | 22 – 24 | 16 – 21 |        |

### Groep B
| # | NOC | Ploeg              | Punten | Wedstrijden | Wedstrijden | Spelpunten | Spelpunten | Spelpunten | Sets | Sets | Sets  |
| # | NOC | Ploeg              | Punten | W           | V           | W          | V          | Ratio      | W    | V    | Ratio |
| - | --- | ------------------ | ------ | ----------- | ----------- | ---------- | ---------- | ---------- | ---- | ---- | ----- |
| 1 | USA | Ross / Klineman    | 6      | 3           | 0           | 140        | 109        | 1,284      | 6    | 1    | 6,000 |
| 2 | CHN | Xue / Wang         | 5      | 2           | 1           | 143        | 128        | 1,117      | 4    | 3    | 1,333 |
| 3 | ESP | Liliana / Elsa     | 4      | 1           | 2           | 108        | 137        | 0,788      | 2    | 5    | 0,400 |
| 4 | NED | Keizer / Meppelink | 3      | 0           | 3           | 160        | 177        | 0,904      | 3    | 6    | 0,500 |

| Datum   |                    | Score |                    | Set 1   | Set 2   | Set 3   |
| ------- | ------------------ | ----- | ------------------ | ------- | ------- | ------- |
| 25 juli | Ross / Klinemann   | 2 – 0 | Xue / Wang         | 21 – 17 | 21 – 19 |         |
| 25 juli | Keizer / Meppelink | 1 – 2 | Liliana / Elsa     | 21 – 19 | 18 – 21 | 14 – 16 |
| 27 juli | Ross / Klinemann   | 2 – 0 | Liliana / Elsa     | 21 – 13 | 21 – 16 |         |
| 27 juli | Keizer / Meppelink | 1 – 2 | Xue / Wang         | 21 – 19 | 29 – 31 | 13 – 15 |
| 30 juli | Ross / Klinemann   | 2 – 1 | Keizer / Meppelink | 20 – 22 | 21 – 17 | 15 – 5  |
| 30 juli | Liliana / Elsa     | 0 – 2 | Xue / Wang         | 13 – 21 | 10 – 21 |         |

### Groep C
| # | NOC | Ploeg               | Punten | Wedstrijden | Wedstrijden | Spelpunten | Spelpunten | Spelpunten | Sets | Sets | Sets  |
| # | NOC | Ploeg               | Punten | W           | V           | W          | V          | Ratio      | W    | V    | Ratio |
| - | --- | ------------------- | ------ | ----------- | ----------- | ---------- | ---------- | ---------- | ---- | ---- | ----- |
| 1 | CHN | Wang / Xia          | 6      | 3           | 0           | 138        | 106        | 1,302      | 6    | 1    | 6,000 |
| 2 | BRA | Ágatha / Duda       | 5      | 2           | 1           | 116        | 108        | 1,074      | 4    | 2    | 2,000 |
| 3 | CAN | Bansley / Wilkerson | 4      | 1           | 2           | 126        | 128        | 0,984      | 3    | 4    | 0,750 |
| 4 | ARG | Gallay / Pereyra    | 3      | 0           | 3           | 89         | 127        | 0,701      | 0    | 6    | 0,000 |

| Datum   |                     | Score |                     | Set 1   | Set 2   | Set 3   |
| ------- | ------------------- | ----- | ------------------- | ------- | ------- | ------- |
| 24 juli | Ágatha / Duda       | 2 – 0 | Gallay / Pereyra    | 21 – 19 | 21 – 11 |         |
| 24 juli | Bansley / Wilkerson | 1 – 2 | Wang / Xia          | 21 – 18 | 15 – 21 | 11 – 15 |
| 27 juli | Bansley / Wilkerson | 2 – 0 | Gallay / Pereyra    | 22 – 20 | 21 – 12 |         |
| 27 juli | Ágatha / Duda       | 0 – 2 | Wang / Xia          | 18 – 21 | 14 – 21 |         |
| 29 juli | Wang / Xia          | 2 – 0 | Gallay / Pereyra    | 21 – 14 | 21 – 13 |         |
| 29 juli | Ágatha / Duda       | 2 – 0 | Bansley / Wilkerson | 21 – 18 | 21 – 18 |         |

### Groep D
| # | NOC | Ploeg                  | Punten | Wedstrijden | Wedstrijden | Spelpunten | Spelpunten | Spelpunten | Sets | Sets | Sets  |
| # | NOC | Ploeg                  | Punten | W           | V           | W          | V          | Ratio      | W    | V    | Ratio |
| - | --- | ---------------------- | ------ | ----------- | ----------- | ---------- | ---------- | ---------- | ---- | ---- | ----- |
| 1 | USA | Claes / Sponcil        | 6      | 3           | 0           | 147        | 110        | 1,336      | 6    | 2    | 3,000 |
| 2 | LAT | Graudina / Kravčenoka  | 5      | 2           | 1           | 135        | 120        | 1,125      | 5    | 3    | 1,667 |
| 3 | BRA | Ana Patrícia / Rebecca | 4      | 1           | 2           | 141        | 125        | 1,128      | 4    | 4    | 1,000 |
| 4 | KEN | Makokha / Khadambi     | 3      | 0           | 3           | 58         | 126        | 0,460      | 0    | 6    | 0,000 |

| Datum   |                        | Score |                       | Set 1   | Set 2   | Set 3   |
| ------- | ---------------------- | ----- | --------------------- | ------- | ------- | ------- |
| 26 juli | Claes / Sponcil        | 2 – 1 | Graudina / Kravčenoka | 21 – 13 | 16 – 21 | 15 – 11 |
| 26 juli | Ana Patrícia / Rebecca | 2 – 0 | Makokha / Khadambi    | 21 – 15 | 21 – 9  |         |
| 28 juli | Ana Patrícia / Rebecca | 1 – 2 | Graudina / Kravčenoka | 15 – 21 | 21 – 12 | 12 – 15 |
| 29 juli | Claes / Sponcil        | 2 – 0 | Makokha / Khadambi    | 21 – 8  | 21 – 6  |         |
| 31 juli | Ana Patrícia / Rebecca | 1 – 2 | Claes / Sponcil       | 21 – 17 | 19 – 21 | 11 – 15 |
| 31 juli | Graudina / Kravčenoka  | 2 – 0 | Makokha / Khadambi    | 21 – 6  | 21 – 14 |         |

### Groep E
| # | NOC | Ploeg                    | Punten | Wedstrijden | Wedstrijden | Spelpunten | Spelpunten | Spelpunten | Sets | Sets | Sets  |
| # | NOC | Ploeg                    | Punten | W           | V           | W          | V          | Ratio      | W    | V    | Ratio |
| - | --- | ------------------------ | ------ | ----------- | ----------- | ---------- | ---------- | ---------- | ---- | ---- | ----- |
| 1 | ROC | Makrogoezova / Cholomina | 6      | 3           | 0           | 135        | 101        | 1,337      | 6    | 1    | 6,000 |
| 2 | AUS | Clancy / Artacho         | 5      | 2           | 1           | 126        | 119        | 1,059      | 5    | 2    | 2,500 |
| 3 | CUB | Lidy / Leila             | 4      | 1           | 2           | 98         | 116        | 0,845      | 2    | 4    | 0,500 |
| 4 | ITA | Menegatti / Orsi Toth    | 3      | 0           | 3           | 104        | 127        | 0,819      | 0    | 6    | 0,000 |

| Datum   |                          | Score |                          | Set 1   | Set 2   | Set 3   |
| ------- | ------------------------ | ----- | ------------------------ | ------- | ------- | ------- |
| 25 juli | Clancy / Artacho         | 2 – 0 | Lidy / Leila             | 21 – 15 | 21 – 14 |         |
| 25 juli | Makrogoezova / Cholomina | 2 – 0 | Menegatti / Orsi Toth    | 21 – 18 | 21 – 15 |         |
| 28 juli | Makrogoezova / Cholomina | 2 – 0 | Lidy / Leila             | 21 – 16 | 21 – 11 |         |
| 28 juli | Clancy / Artacho         | 2 – 0 | Menegatti / Orsi Toth    | 22 – 20 | 21 – 19 |         |
| 30 juli | Clancy / Artacho         | 1 – 2 | Makrogoezova / Cholomina | 8 – 21  | 21 – 15 | 12 – 15 |
| 30 juli | Menegatti / Orsi Toth    | 0 – 2 | Lidy / Leila             | 16 – 21 | 16 – 21 |         |

### Groep F
| # | NOC | Ploeg                | Punten | Wedstrijden | Wedstrijden | Spelpunten | Spelpunten | Spelpunten | Sets | Sets | Sets  |
| # | NOC | Ploeg                | Punten | W           | V           | W          | V          | Ratio      | W    | V    | Ratio |
| - | --- | -------------------- | ------ | ----------- | ----------- | ---------- | ---------- | ---------- | ---- | ---- | ----- |
| 1 | SUI | Betschart / Hüberli  | 6      | 3           | 0           | 111        | 111        | 1,000      | 6    | 2    | 3,000 |
| 2 | GER | Kozuch / Ludwig      | 5      | 2           | 1           | 102        | 98         | 1,041      | 5    | 2    | 2,500 |
| 3 | JPN | Ishii / Murakami     | 4      | 1           | 2           | 89         | 93         | 0,957      | 3    | 4    | 0,750 |
| 4 | CZE | Hermannová / Sluková | 3      | 0           | 3           | 0          | 126        | 0,000      | 0    | 6    | 0,000 |

| Datum   |                     | Score |                      | Set 1   | Set 2   | Set 3   |
| ------- | ------------------- | ----- | -------------------- | ------- | ------- | ------- |
| 24 juli | Ishii / Murakami    | 2 – 0 | Hermannová / Sluková | –       | –       |         |
| 24 juli | Betschart / Hüberli | 2 – 1 | Kozuch / Ludwig      | 23 – 25 | 22 – 20 | 16 – 14 |
| 26 juli | Betschart / Hüberli | 2 – 0 | Hermannová / Sluková | –       | –       |         |
| 26 juli | Ishii / Murakami    | 0 – 2 | Kozuch / Ludwig      | 17 – 21 | 20 – 22 |         |
| 28 juli | Ishii / Murakami    | 1 – 2 | Betschart / Hüberli  | 21 – 14 | 19 – 21 | 12 – 15 |
| 28 juli | Kozuch / Ludwig     | 2 – 0 | Hermannová / Sluková | –       | –       |         |

### Play-offs
| Datum   |                  | Score |                | Set 1   | Set 2   | Set 3 |
| ------- | ---------------- | ----- | -------------- | ------- | ------- | ----- |
| 31 juli | Ishii / Murakami | 0 – 2 | Liliana / Elsa | 15 – 21 | 10 – 21 |       |
| 31 juli | Stam / Schoon    | 0 – 2 | Lidy / Leila   | 17 – 21 | 17 – 21 |       |

## Knockoutfase
| Achtste finale | Achtste finale           | Achtste finale | Achtste finale | Achtste finale |  |  | Kwartfinale            | Kwartfinale            | Kwartfinale | Kwartfinale | Kwartfinale |  |  | Halve finale | Halve finale           | Halve finale | Halve finale | Halve finale |  |              | Finale                | Finale                 | Finale       | Finale       | Finale |
|                |                          |                |                |                |  |  |                        |                        |             |             |             |  |  |              |                        |              |              |              |  |              |                       |                        |              |              |        |
|                | Pavan / Humana-Paredes   | 21             | 21             |                |  |  |                        |                        |             |             |             |  |  |              |                        |              |              |              |  |              |                       |                        |              |              |        |
|                | Liliana / Elsa           | 13             | 13             |                |  |  |                        | Pavan / Humana-Paredes | 15          | 21          | 12          |  |  |              |                        |              |              |              |  |              |                       |                        |              |              |        |
|                | Clancy / Artacho         | 22             | 21             |                |  |  | Clancy / Artacho       | 21                     | 19          | 15          |             |  |  |              |                        |              |              |              |  |              |                       |                        |              |              |        |
|                | Xue / Wang               | 20             | 13             |                |  |  |                        |                        |             |             |             |  |  |              | Clancy / Artacho       | 23           | 21           |              |  |              |                       |                        |              |              |        |
|                | Makrogoezova / Cholomina | 21             | 17             | 13             |  |  |                        |                        |             |             |             |  |  |              | Graudina / Kravčenoka  | 21           | 13           |              |  |              |                       |                        |              |              |        |
|                | Graudina / Kravčenoka    | 16             | 21             | 15             |  |  |                        | Graudina / Kravčenoka  | 21          | 18          | 15          |  |  |              |                        |              |              |              |  |              |                       |                        |              |              |        |
|                | Bansley / Wilkerson      | 22             | 21             | 15             |  |  | Bansley / Wilkerson    | 13                     | 21          | 11          |             |  |  |              |                        |              |              |              |  |              |                       |                        |              |              |        |
|                | Claes / Sponcil          | 24             | 18             | 13             |  |  |                        |                        |             |             |             |  |  |              |                        |              |              |              |  |              |                       | Clancy / Artacho       | 15           | 16           |        |
|                | Wang / Xia               | 14             | 21             |                |  |  |                        |                        |             |             |             |  |  |              |                        |              |              |              |  |              |                       | Ross / Klineman        | 21           | 21           |        |
|                | Ana Patrícia / Rebecca   | 21             | 23             |                |  |  |                        | Ana Patrícia / Rebecca | 19          | 21          | 12          |  |  |              |                        |              |              |              |  |              |                       |                        |              |              |        |
|                | Vergé-Dépré / Heidrich   | 21             | 19             | 23             |  |  | Vergé-Dépré / Heidrich | 21                     | 18          | 15          |             |  |  |              |                        |              |              |              |  |              |                       |                        |              |              |        |
|                | Betschart / Hüberli      | 12             | 21             | 21             |  |  |                        |                        |             |             |             |  |  |              | Vergé-Dépré / Heidrich | 12           | 11           |              |  |              |                       |                        |              |              |        |
|                | Kozuch / Ludwig          | 21             | 19             | 16             |  |  |                        |                        |             |             |             |  |  |              | Ross / Klineman        | 21           | 21           |              |  |              |                       |                        |              |              |        |
|                | Ágatha / Duda            | 19             | 21             | 14             |  |  |                        | Kozuch / Ludwig        | 19          | 19          |             |  |  |              |                        |              |              |              |  | Derde plaats | Derde plaats          | Derde plaats           | Derde plaats | Derde plaats |        |
|                | Lidy / Leila             | 17             | 15             |                |  |  | Ross / Klineman        | 21                     | 21          |             |             |  |  |              |                        |              |              |              |  |              | Graudina / Kravčenoka | 19                     | 15           |              |        |
|                | Ross / Klineman          | 21             | 21             |                |  |  |                        |                        |             |             |             |  |  |              |                        |              |              |              |  |              |                       | Vergé-Dépré / Heidrich | 21           | 21           |        |